# 芒特赫蒙 (加利福尼亞州)
芒特赫蒙（英語：Mount Hermon）是位於美國加利福尼亞州聖塔克魯茲縣的一個人口普查指定地區。

## 地理
芒特赫蒙的座標為37°03′04″N 122°03′27″W / 37.05111°N 122.05750°W，而該地最高點為海拔高度178（584英尺）。

## 人口
根據2010年美國人口普查的數據，芒特赫蒙的面積為2.303平方千米，均為陸地。當地共有人口1037人，而人口密度為每平方千米450人。